# Somalische goudmol
De Somalische goudmol (Huetia tytonis) is een soort uit de familie van de goudmollen. De soort is endemisch in Somalië. De wetenschappelijke naam van de soort werd voor het eerst geldig gepubliceerd door Alberto Simonetta in 1885. De soort werd voorheen tot het geslacht Calcochloris gerekend, maar werd in 2010 verplaatst naar het geslacht Huetia.

## Taxonomie
De soort werd beschreven door de Italiaanse zoöloog Alberto Simonetta, aan de hand van kleine fragmenten van het skelet van een goudmol die hij in 1964 vond in braakballen achtergelaten door kerkuilen in Jawhar (Somalië). Hij stelde vast dat het een nog onbekende soort was. Hij deelde de soort in bij het geslacht Amblysomus maar later onderzoek wijst op een nauwere verwantschap met Huetia leucorhina.
De taxonomische indeling van de soort is echter incertae sedis bij gebrek aan andere specimens. Afgezien van de beenderfragmenten gevonden door Simonetta bestaat er geen andere waarneming van het dier, dood of levend. Het is zelfs mogelijk dat de soort reeds is uitgestorven. Bij gebrek aan gegevens is de soort in de Rode Lijst van de IUCN ingedeeld als onzeker (Data Deficient).

## In de media
De Britse journalist Richard Girling heeft het verhaal van Simonetta en de Somalische goudmol gebruikt als uitgangspunt voor zijn boek The Hunt for the Golden Mole: All Creatures Great & Small and Why They Matter (2014).